# Montfort-le-Gesnois
Montfort-le-Gesnois – miejscowość i gmina we Francji, w regionie Kraj Loary, w departamencie Sarthe.
Według danych na rok 1990 gminę zamieszkiwało 2 657 osób, a gęstość zaludnienia wynosiła 142 osób/km² (wśród 1504 gmin Kraju Loary, Montfort-le-Gesnois plasuje się na 194. miejscu pod względem liczby ludności, natomiast pod względem powierzchni na miejscu 605.).